# وینه‌ویر
وینه‌ویر (به هلندی: Winneweer) یک منطقهٔ مسکونی در هلند است که در تن بور واقع شده‌است.